# Se füle, se farka, avagy a meseírók beájulnak
A Se füle, se farka, avagy a meseírók beájulnak (eredeti cím: Die ProSieben Märchenstunde (1.-4. évad), ProSiebens 1001 Nacht (5. évad)) egész estés hosszúságú részekből álló, német televíziós filmsorozat, amelynek epizódjai a Grimm fivérek, és más szerző meséit paródizálja. Műfaját tekintve kalandfilmsorozat, fantasy filmsorozat és filmvígjáték-sorozat.

## Magyar hangok
| Szereplő      | Eredeti hang     | Magyar hang       |
| ------------- | ---------------- | ----------------- |
| Mesélő        | Thomas Fritsch   | Haás Vander Péter |
| Tipli         | Bernhard Hoecker | Kassai Károly     |
| Besti (hóhér) | Matthias Brenner | Joó Gábor         |

- További magyar hangok: Albert Gábor, Andresz Kati, Bácskai János, Beratin Gábor, Besenczi Árpád, Borbély László, Crespo Rodrigo, Csondor Kata, Csőre Gábor, Csuha Lajos, Dögei Éva, Faragó András, Fesztbaum Béla, Forgács Gábor, Grúber Zita, Halász Aranka, Hankó Viktor, Háda János, Hegedűs Miklós, Holl Nándor, Joó Gábor, Kajtár Róbert, Kántor Kitty, Kárpáti Levente, Kertész Péter, Kisfalusi Lehel, Koch Szilvia, Kokas Piroska, Koroknay Géza, Kossuth Gábor, Kovács Nóra, Láng Balázs, Megyeri János, Menszátor Magdolna, Mezei Kitty, Németh Gábor, Oláh Orsolya, Orosz Anna, Pap Katalin,  Pálmai Szabolcs, Penke Bence, Pusztaszeri Kornél, Rosta Sándor, Szersén Gyula, Szinovál Gyula, Szokol Péter, Uri István, Vass Gábor, Várdai Zoltán, Zsurzs Kati

## Epizódok
| #             | Magyar cím                                                  | Eredeti cím                                             |
| ------------- | ----------------------------------------------------------- | ------------------------------------------------------- |
|               |                                                             |                                                         |
| ELSŐ ÉVAD     |                                                             |                                                         |
|               |                                                             |                                                         |
| 1.            | Piroska és a farkas                                         | Rotkäppchen – Wege zum Glück                            |
|               |                                                             |                                                         |
| 2.            | Raponc, az aranyhajú leány                                  | Rapunzel oder Mord ist Ihr Hobby                        |
|               |                                                             |                                                         |
| 3.            | Orros, a törpe                                              | Zwerg Nase – Vier Fäuste für ein Zauberkraut            |
|               |                                                             |                                                         |
| 4.            | A molnár leánya                                             | Rumpelstilzchen – Auf Wache im Märchenwald              |
|               |                                                             |                                                         |
| MÁSODIK ÉVAD  |                                                             |                                                         |
|               |                                                             |                                                         |
| 5.            | Terülj, terülj asztalkám!                                   | Tischlein deck dich – Esel, Ziegen, echte Männer        |
|               |                                                             |                                                         |
| 6.            | Szerencsés Jancsi                                           | Hans im Glück – Tauschrausch im Märchenland             |
|               |                                                             |                                                         |
| 7.            | A békakirály                                                | Der Froschkönig – Im Brunnen hört dich niemand schreien |
|               |                                                             |                                                         |
| 8.            | Holle anyó                                                  | Frau Holle – Im Himmel ist die Hölle los                |
|               |                                                             |                                                         |
| HARMADIK ÉVAD |                                                             |                                                         |
|               |                                                             |                                                         |
| 9.            | A Csizmás Tóbiás, avagy Catman színre lép                   | Der gestiefelte Kater – Catman begins                   |
|               |                                                             |                                                         |
| 10.           | Hamupipőke egy maroknyi galambnak                           | Aschenputtel – Für eine Handvoll Tauben                 |
|               |                                                             |                                                         |
| 11.           | Borsószem hercegkisasszony, avagy a királyi választás kínja | Die Prinzessin auf der Erbse – Qual der Wahl Royal      |
|               |                                                             |                                                         |
| 12.           | Jancsi és Juliska, avagy a Szupernagyi esete                | Hänsel und Gretel – Ein Fall für die Supergranny        |
|               |                                                             |                                                         |
| NEGYEDIK ÉVAD |                                                             |                                                         |
|               |                                                             |                                                         |
| 13.           | Hófehérke: hét kicsi és egy nagy                            | Schneewittchen – 7 Zipfel und ein Horst                 |
|               |                                                             |                                                         |
| 14.           | A császár új ruhája: divat, anarchia és monarchia           | Des Kaisers neue Kleider – Mode, Mob und Monarchie      |
|               |                                                             |                                                         |
| 15.           | Rigócsőr király: A szép és a szörnyeteg                     | König Drosselbart – Der Schöne und das Biest            |
|               |                                                             |                                                         |
| 16.           | Csipkerózsika, avagy irány a bozót!                         | Dornröschen – Ab durch die Hecke                        |
|               |                                                             |                                                         |
| ÖTÖDIK ÉVAD   |                                                             |                                                         |
|               |                                                             |                                                         |
| 17.           | ?                                                           | Kalif Storch                                            |
|               |                                                             |                                                         |
| 18.           | ?                                                           | Ali Baba und die vierzig Räuber                         |
|               |                                                             |                                                         |
| 19.           | ?                                                           | Die Karawane der verfluchten Jungfrauen                 |
|               |                                                             |                                                         |
| 20.           | ?                                                           | Der kleine Muck                                         |
|               |                                                             |                                                         |
| 21.           | ?                                                           | Der verflixte Flaschengeist                             |
|               |                                                             |                                                         |
| 22.           | ?                                                           | Der Dieb von Bagdad                                     |
|               |                                                             |                                                         |